# 西尾実
西尾 実（にしお みのる、1889年5月14日 - 1979年4月16日）は、日本の国文学者・国語教育学者・国語学者。

## 経歴
出生から修学期
1889年、長野県下伊那郡豊村和合（現・阿南町）に生まれた。1910年に長野師範学校（現・信州大学教育学部）を卒業後、長野県内の尋常高等小学校で教師を務めた。その後東京帝国大学国文科選科を修了。
国語研究者として
修了後は、東京女子大学教授、法政大学教授を務めた。戦後は文部官僚の釘本久春と協力して国語改革の主導者となり、1949年に国立国語研究所の初代所長に就任した。1960年、学位論文『日本文芸史における中世的なものとその展開』を法政大学に提出して文学博士号を取得。
1979年に死去。

### 委員・役員ほか
- 国語審議会委員(1961年～)

## 研究内容・業績
中世文学の研究
専門は日本の中世文学で、世阿弥の能楽のほか、『徒然草』や『正法眼蔵』などに多くの業績を残した。また、雑誌『文学』の編集や「日本古典文学大系」の監修などにも貢献した。
国語教育について
師範学校出身の元教師ということもあり、西尾は国語教育も重視した。その教育観を一口に言えば、「優れた文学の鑑賞による人間の形成」である。西尾は「作者の情意的感動の種子が主題となり、その主題が自律的に展開するのが構想である」と考え、「文学作品研究の対象は、叙述から掴める形象にあるので、鑑賞は直観によって作品全体を捉えることから始め、この創作過程に沿って、解釈から批評へと深められるべきだ」とした。戦後は「鑑賞そのものの価値は、読み手の主体的真実にある」とし、「個人的であっても、主観的であっても、そこに文学鑑賞の意義を見出すことが、新しい文学教育の方向性だ」と主張した。
この国語教育における西尾の考えは、日本語の捉え方にも関係している。西尾は、文芸などの文化とその基盤というべき生産母体としての言語生活を国語教育の領域に位置づけ、その言語生活を質的に高いものへと高めていく構造を提起した。日常における談話生活のための教育を地盤領域に話し言葉を置き、言語生活それ自体を文化的に高めていくことを目指す「言語生活主義」である。西尾は国語教育の「国語」を「国語学が対象とするようなものではなく、現実態として捉えたものでなければならない」と考え、国語教育は「国語の現実態に立脚した生活、または文化の平和的革命だ」と主張した。言語を「人と人とを繋ぐもの」として捉え、「人が人らしくなるためには、生きた言葉によって我々の心を拓き、命を向上させなくてはならない」と説くなど、言語による「通じ合い」を重視していたのである。
指導学生
- 岡本敏子(東京女子大学での教え子)[6]。
- 尾崎左永子 (東京女子大学)[7]。

## 著作
著書
- 『国語国文の教育』古今書院、1929年。
  - 『国語国文の教育』（13版）古今書院、1938年。
  - 『国語国文の教育』（14版）古今書院、1965年。
- 『国語教育に就いて』（西尾実 講述）信濃教育会東筑部会南部支会、1933年。
  - 『国語教育に就いて』（西尾実 講述）長野県塩尻実科高等女学校、1934年。
- 『国語教育の新領域』岩波書店、1939年。
- 『国語教室の問題』古今書院、1940年。
- 『言葉とその文化』岩波書店、1947年。
  - 『言葉とその文化』（第3版 増補版）岩波書店、1950年。
- 『鴎外作品の研究 : 文芸作品研究例説』鮎沢書店、1948年。
- 『文芸作品研究序説』新人社、1948年。
  - 『文芸作品研究序説』新人社、1949年。
- 『言語教育と文学教育』武蔵野書院、1950年。
- 『国文学入門』弘文堂〈アテネ文庫 140〉、1951年。
- 『国語教育学の構想』筑摩書房、1951年。
- 『ことばの生活』（鈴木正二 絵）福村書店〈国語と文学の教室〉、1952年。
- 『書くことの教育』習文社〈これからの国語教育のために 第6〉、1952年。
- 『鴎外の歴史小説：作品研究』古今書院〈形成選書〉、1953年。
- 『日本文芸史における中世的なもの』東京大学出版会、1954年。
  - 『日本文芸史における中世的なものとその展開』岩波書店、1961年。
- 『つれづれ草 : 作品研究』学生社、1955年。
- 『国語教育学序説』筑摩書房、1957年。
- 『日本人のことば』岩波書店〈岩波新書268〉、1957年。
- 『外国人の言語生活』明治書院、1958年。
- 『言語生活の探究 ことばの研究における対象と方法』岩波書店、1961年。
- 『信州教育と共に : 初期試論集』信濃教育会出版部、1964年。
- 『つれづれ草文学の世界』法政大学出版局〈叢書日本文学史研究〉、1964年。
  - 『つれづれ草文学の世界』法政大学出版局〈叢書・日本文学史研究〉、1972年。
- 『ことばの教育と文学の教育』筑摩書房、1966年。
- 『信州教育のために』信濃教育会出版部、1967年。
- 『志賀直哉の短編：作品研究』古今書院 1968年
- 『人間とことばと文学と : 言語文化に関する探究』岩波書店、1969年。
- 『自然・人間・古典との対話』国土社〈国土新書〉、1970年。
- 『ことばの文化をさぐる』国土社、1972年。
- 『世阿弥の能芸論』岩波書店、1974年。

著作集
- 『西尾実国語教育全集」(全10巻・別巻2) 教育出版　1974年-1978年

1. 巻『国語国文の研究と教育』1974年。
2. 巻『国語教育理論集説』1974年。
3. 巻『書くこと・綴ることの探究』1975年。
4. 巻『国語教育学への探究』1975年。
5. 巻『国語教育学原論』1975年。
6. 巻『国語教育理論集説2』1975年。
7. 巻『国語教育実践への指標』1975年。
8. 巻『文学教育の問題』1976年。
9. 巻『古典の研究と教育』1976年。
10. 巻『国語教師としての歩み』1976年。
11. 別巻1『日本文学研究』1978年。
12. 別巻2『読方と綴方の研究』1978年。

- 『国語教育者の歩み : 西尾実先生実践指導記録』（西尾実 著、西尾実先生古稀記念事業委員会 編）西尾実先生古稀記念事業委員会、1959年。
- 『現代国語教育論集成』（田近洵一 編・解説）明治図書出版、1993年。

編著・注解
- 『徒然草』岩波文庫 1950年
- 『言葉と生活』（西尾実 編）毎日新聞社〈毎日ライブラリー〉、1955年。
- 『国語指導の実際』（西尾実 編）筑摩書房、1957年。
- 『国語教育辞典』（西尾実 等編）朝倉書店、1957年。
- 『風姿花伝』岩波文庫 1958年
- 『文学教育』（西尾実 編）有信堂〈College Books〉、1969年。
- 『岩波国語辞典』（水谷静夫・岩淵悦太郎共編、第2版）岩波書店、1971年。
- 『岩波国語辞典』（水谷静夫・岩淵悦太郎 共編、第3版）岩波書店、1979年。
- 『岩波国語辞典』（水谷静夫・岩淵悦太郎 共編、第3版）岩波書店、1982年。
- 『岩波国語辞典』（水谷静夫・岩淵悦太郎 共編、第4版）岩波書店、1986年。
- 『岩波国語辞典』（水谷静夫・岩淵悦太郎 共編、第5版）岩波書店、1994年。
- 『岩波国語辞典』（水谷静夫・岩淵悦太郎 共編、第6版）岩波書店、2000年。ISBN 4000800434。

### 監修
- 国語教育研究会 編『国語国字教育史料総覧』（西尾實・久松潜一監修）国語教育研究会、1969年。